# Artemisia aurata
Artemisia aurata — вид квіткових рослин з родини айстрових (Asteraceae). Поширення: північний Китай, Японія, Монголія, Примор'я. Населяє скелясті пагорби; середні або низькі височини.

## Біоморфологічна характеристика
Це однорічна трав'яниста рослина заввишки 20–50(80) см, сильно гілляста. Листя тонке. Середнє стеблове листя: ніжка 2–5 см; листова пластинка трикутно-яйцеподібна або трикутно-еліптично-яйцеподібна, 4–6(11) × 2–3 см, 2- або 3-перисторозсічена; сегменти 4 або 5 пар; часточки вузьколінійно-ланцетні або ниткоподібні, 3–6 × 0.5–1 мм. Синцвіття — широка волоть. Квіткові голови зазвичай у групах по 2–5. Обгортка майже куляста, 2–3 мм у діаметрі. Крайових жіночих квіточок 10–14. Дискових квіточок 14–25, двостатеві. Сім'янка яйцеподібно-еліпсоїдна. Цвітіння та плодіння: серпень — листопад.